# Dorcadion lineatopunctatum
Dorcadion lineatopunctatum är en skalbaggsart som beskrevs av Stefan von Breuning 1944. Dorcadion lineatopunctatum ingår i släktet Dorcadion och familjen långhorningar.
Artens utbredningsområde är Iran. Inga underarter finns listade i Catalogue of Life.